# 501-й важкий танковий батальйон (Третій Рейх)
501-й важкий танковий батальйон (Третій Рейх) (нім. schwere Panzerabteilung 501, s PzAbt 501) — важкий танковий батальйон вермахту часів Другої світової війни, що мав на озброєнні важкі танки Tiger I і Tiger II.

## Історія
501-й важкий танковий батальйон був сформований 10 травня 1942 року в Ерфурті (Гау Тюрингія) шляхом об'єднання 501-ї і 502-ї важких рот винищувачів танків. 1-ша рота батальйону була сформована на базі 501-ї важкої роти, 2-га рота — на базі 502-ї, відповідно. Крім рот винищувачів танків у батальйон потрапив особовий склад 1-го навчального танкового батальйону (нім. Panzer-Ersatz-Abteilung 1), розквартированого в Ерфурті, а також курсанти артилерійської школи, яка розміщувалася в Путлосі (нім. Truppenübungsplatz Putlos).

### Північна Африка
З метою підготовки до дій на Африканському континенті 501-й батальйон готувався до ведення бойових дій у тропічних умовах Північної Африки. На початковій фазі готовності до його складу входили 20 танків Tiger I та 25 Panzer III.
20 листопада 1942 року батальйон був відправлений з італійського порту Реджо-ді-Калабрія в Туніс на посилення корпусу «Африка». 23 листопада до Французької Північної Африки прибув перший конвой, що нараховував 16 Panzer III та три Tiger I.

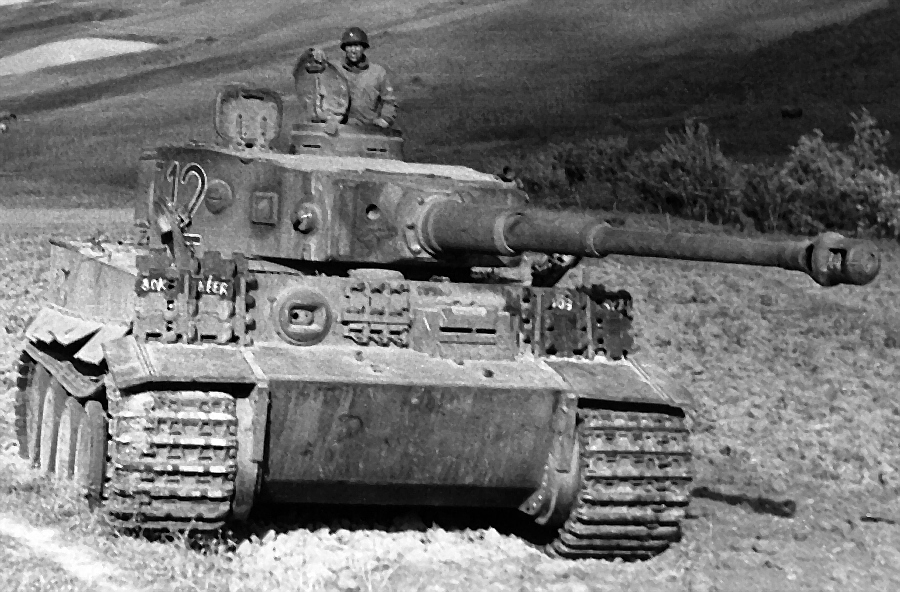
Захоплений американцями в Тунісі німецький важкий танк Tiger I 501-го танкового батальйону. 1943

1 грудня 1942 року змішаний танковий підрозділ, що мав у своєму складі Panzer III і Tiger I та входив до бойової групи «Луедер», вступив у перший бій з танковими підрозділами союзників, знищивши у сутичках дев'ять американських та два британських танки. 2 грудня ця бойова група контратакувала противника й знищила шість танків та 4 протитанкових гармати англо-американських військ, ціною втрати 3 Panzer III. В подальшому танковий загін доволі ефективно вів бої поблизу Тебурба. За час боїв поблизу цього туніського міста союзники втратили 134 танки з 182, що в них перебували в строю.
10 грудня німецький танковий батальйон бився у взаємодії з підрозділами 10-ї танкової дивізії біля Меджаз-ель-Баб, знищивши 14 американських танків M3 Stuart.

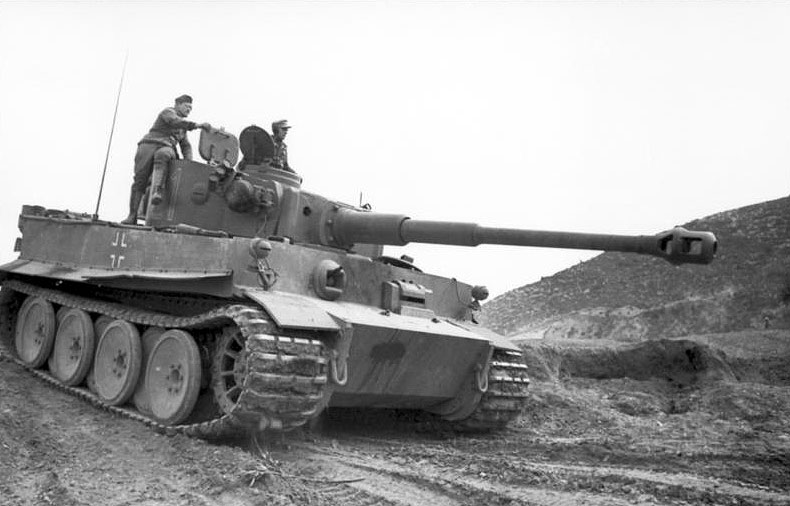
Німецький Tiger I 501-го танкового батальйону на марші. Туніс. Січень 1943

За станом на 25 грудня 1942 року 501-й батальйон мав у своєму складі 12 «Тигрів» та 16 PzKpfw III.
З 15 січня 501-й важкий танковий батальйон (8 «Тигрів» та 8 Panzer III) у взаємодії з гірсько-піхотними підрозділами вермахту бився в районі Джедейди, озера Кебір, Робаа. В ході боїв підрозділ завдавав серйозних втрат противникові, втім втрачав і своїх людей та техніку. На 31 січня з 16 «Тигрів» справними лишилися 11.
У лютому 1-ша рота танкового батальйону була придана 10-ій танковій дивізії генерал-лейтенанта Фрідріха фон Бройха та брала участь в операції «Фрюленгсвінд». Німецькі танкісти знищили 20 танків M4 Sherman американської 1-ї бронетанкової дивізії. З 26 лютого, під час боїв на перевалі Кассерін, 501-й батальйон тимчасово був 3-м батальйоном 7-го танкового полку 10-ї дивізії.
27 лютого батальйон залучався до проведення наступальної операції «Ошенкопф», проте зазнав значних втрат від підриву на мінах та вогню протитанкової артилерії противника. По-суті, при проведенні цього наступу 501-й батальйон лишився без своїх важких танків і фактично припинив існування, як бойова одиниця.
До 10 березня ремонтним танковим підрозділам вдалося трохи відновити парк бойової техніки: в батальйоні нараховувалося шість «Тигрів», 12 Panzer III та сім Panzer IV. Але 17 березня було прийнято рішення передати усі наявні справні та несправні танки (11 «Тигрів») до складу 504-го важкого танкового батальйону, щойно прибулого до Африки.
12 травня 1943 року рештки 501-го танкового батальйону були серед 230 000 військових країн Осі, котрі капітулювали союзникам на півночі Тунісу, завершився Африканську кампанію.

### Східний фронт
9 вересня 1943 року у Падерборні сформований 501-й важкий танковий батальйон другого формування (наказ № 766/43 д. К. від 09.09.43). До його складу увійшли 150 колишніх військових батальйону першого набору (більшість з них з числа поранених, що були евакуйовані з Африки до кінця боїв у Тунісі). Командувати батальйоном призначений майор Еріх Леве. На 12 листопада підрозділ, що складається з трьох важких танкових рот по 14 танків та 3 танків командування батальйону) отримав на озброєння 45 важких танків Tiger I. З 5 до 12 грудня здійснене перегрупування танкового підрозділу на Східний фронт, у район міста Вітебськ, у смузі відповідальності групи армій «Центр».
20 грудня 1943 року біля Лосівки танковий батальйон перейшов у наступ, і, ціною втрати власних лише двох, знищив у бою 21 радянський танк та 28 гармат. Однак, в ході ведення бойових дій дістали поранення усі три командири рот танкового батальйону. Через відсутність підтримки з боку піхотних формувань, батальйон відступив на вихідні позиції. Через три дні в ході бою, коли був підбитий командирський танк, зник безвісти командир батальйону майор Еріх Леве, кавалер Лицарського хреста Залізного хреста. За наступні п'ять днів боїв німецькі танкісти знищили 81 танк противника, але з 39 «Тигрів» в строю лишилося тільки 16, зокрема два важких танки були захоплені Червоною армією.
З січня 1944 року 501-й батальйон, що вів бої в районі Орші, очолив майор фон Легат. Весною виникло оперативне затишшя, бої носили локальних характер, і танковий батальйон отримав на поповнення втрат нові танки. До 1 квітня 27 танків було в строю.
У червні дев'ять танків «Тигр» були передані на посилення 509-го важкого танкового батальйону.
23 червня 1944 року розпочалася стратегічна наступальна операція радянських військ у Білорусі. В затятих боях проти Червоної армії, що наступала, танковий батальйон вів кровопролитні бої під Оршею, які місцями перетворювалися на поодинокі дуелі з радянськими танками, як-то важкими ІС-2. До 1 липня 501-й батальйон лишився практично без своєї техніки, частина була знищена противником, декілька було або підірвано, або кинуто напризволяще через неспроможність відремонтувати їх. Через річку Березина перейшло на західний берег лише 6 танків батальйону.
Жалюгідні рештки 501-го танкового батальйону зайняли оборону у 20 км на схід від Мінська. В ході боїв проти наступаючих радянських військ практично всі вони були знищені. 5 липня в оборонних боях поблизу Молодечно батальйон втратив свої останні машини.

### Третє формування
14 липня 1944 року в Ордруфі почав відновлення 501-й важкий танковий батальйон третього формування. До 7 серпня батальйон, укомплектований 45 важкими танками Tiger II, набув повної бойової спроможності. Вже 5 серпня дві роти батальйону були перекинуті у південну частину східної Польщі, де увійшли до складу групи армій «Північна Україна», що продовжувала вести бої проти Червоної армії, яка наступала за планом операції «Багратіон».
Танкові роти здійснили 50 км марш і зосередилися у визначеному районі, де увійшли до 16-ї танкової дивізії генерал-майора Ганса-Ульріха Бака. Незабаром 8 танків «Тигр II» вступили в бій, намагаючись розгромити радянський плацдарм поблизу Баранув-Сандомирського через річку Вісла. В районі Оґлендува в ході висування на рубіж атаки німецькі танкісти потрапили у засідку, де три танки були знищені вогнем Т-34-85 впритул.
12 серпня до визначеного району зосередження прибула 3-тя рота батальйону. Підрозділ, що увійшов до сил XXXVIII корпусу генерала артилерії Курта Герцога, бився на цьому напрямку, на 1 вересня в строю було 26 справних танків з 45.
До 1 листопада чисельність танків у батальйоні зросла до 49 за рахунок включення до штату 501-го танкового батальйону залишків 509-го важкого танкового батальйону, що мали декілька Tiger I.
21 грудня 1944 року 501-й важкий танковий батальйон перейменували на 424-й важкий танковий батальйон XXIV танкового корпусу 4-ї танкової армії.

## Командування

### Командири
- майор Ганс-Георг Людер (нім. Hans-Georg Lueder) (10 травня 1942 — 28 лютого 1943, поранений);
- майор Август Зайденштікер (нім. August Seidensticker) (17 березня — 12 травня 1943);
- майор Еріх Леве (нім. Erich Löwe) (вересень — 23 грудня 1943, зник безвісти);
- майор фон Легат (нім. von Legat) (січень — 22 серпня 1944);
- майор Земіш (нім. Saemisch) (22 серпня — 21 грудня 1944).